# Palacio de Correos de Montevideo
El Palacio de Correos de Montevideo es la casa matriz de la Administración Nacional de Correos, se encuentra ubicado en la Ciudad Vieja de Montevideo.

## Historia
Fue proyectado por el arquitecto Juan María Aubriot y construido entre 1923 y 1925 por la empresa Enrique Chiancone y Compañía, bajo la dirección del ingeniero Enrique Chiancone. 
Su construcción respondió al crecimiento del servicio postal en Uruguay y su expansión institucional, siendo inaugurada en 1925 como la casa matriz del correo nacional. 
El edificio fue declarado Monumento Histórico Nacional, reconociendo su valor patrimonial y arquitectónico
Sobre la puerta principal, sobre las esquinas de las calles mencionadas anteriormente, se eleva una torre de 63 metros cuadrados.  

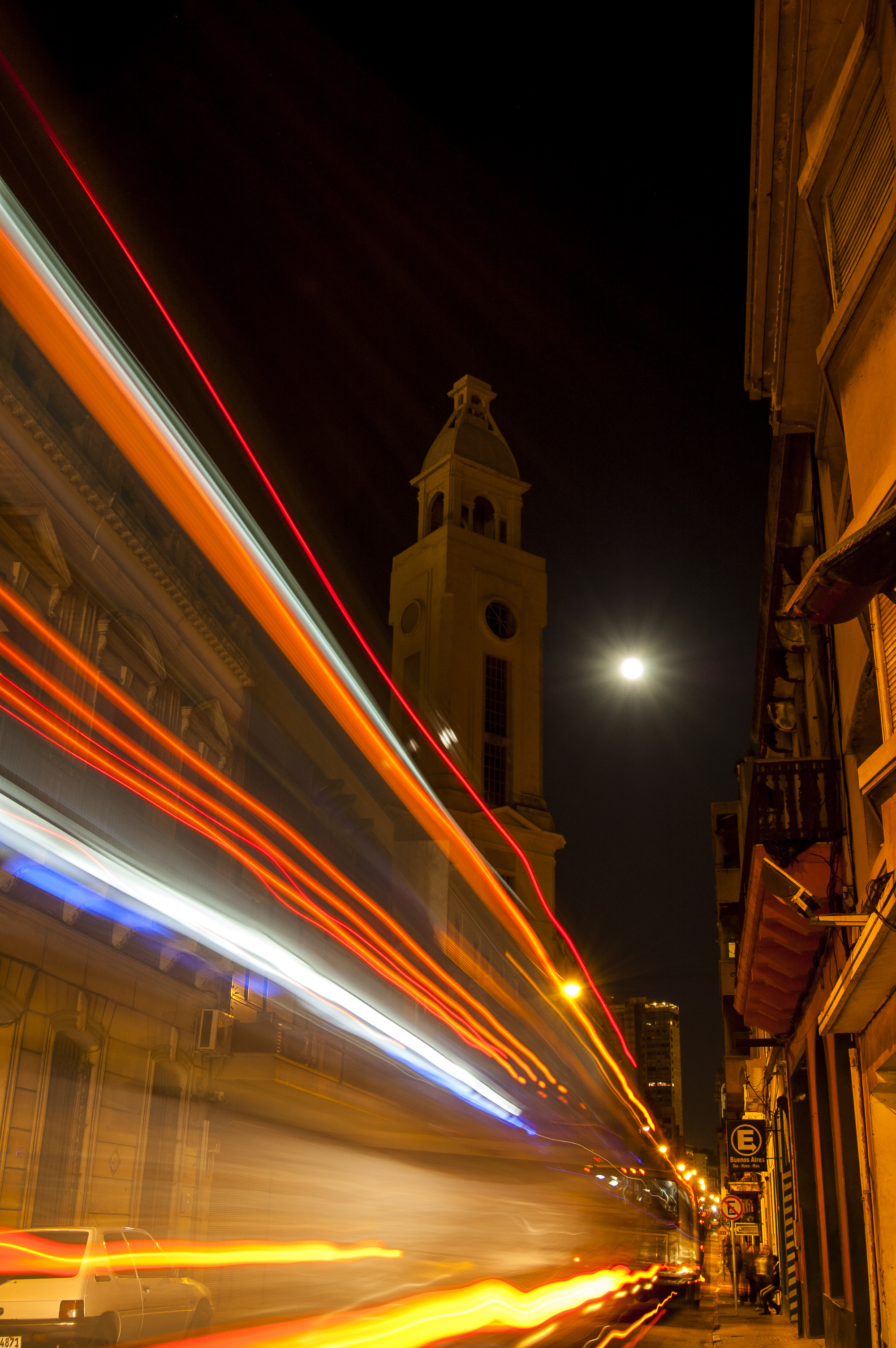
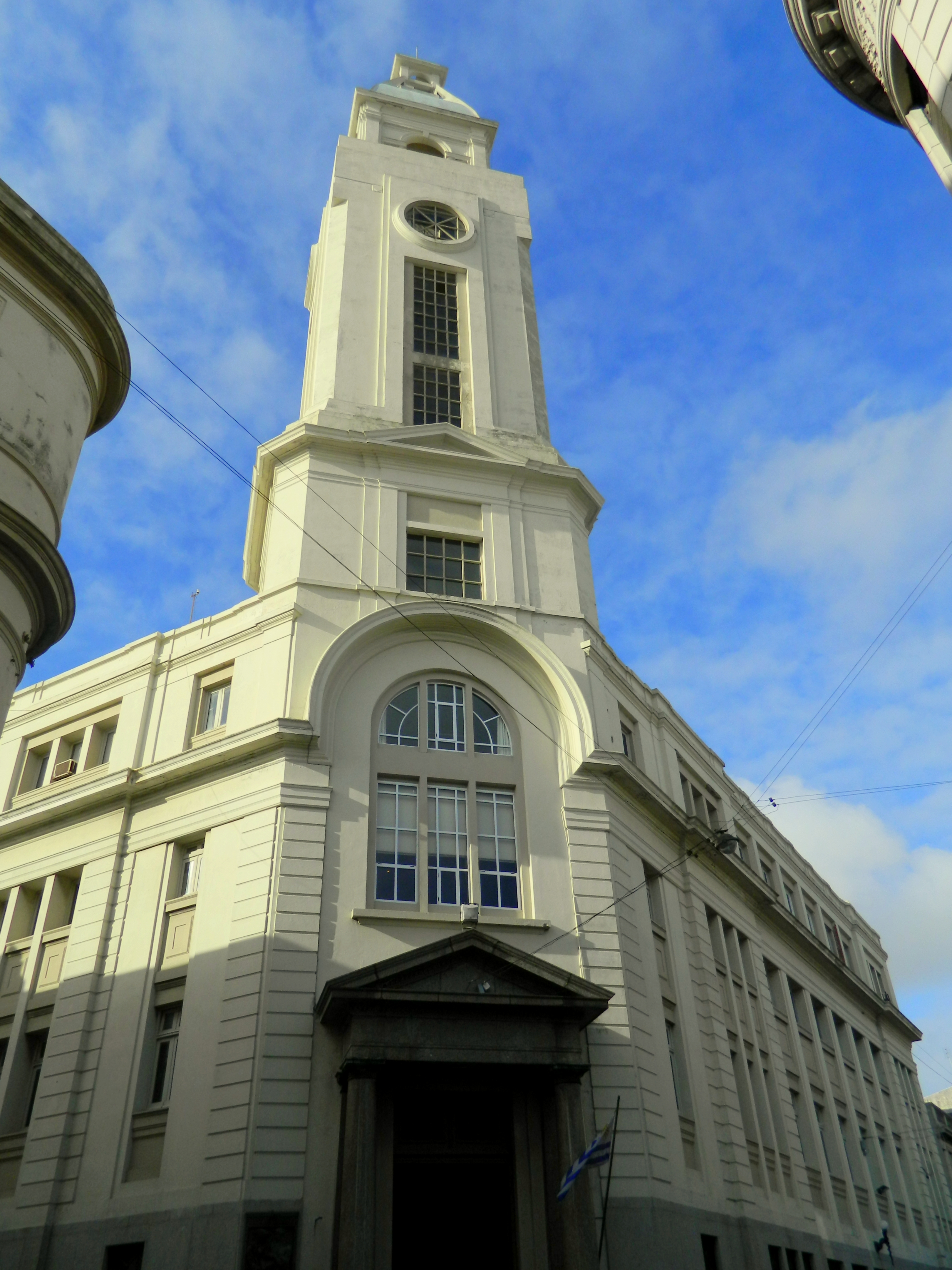
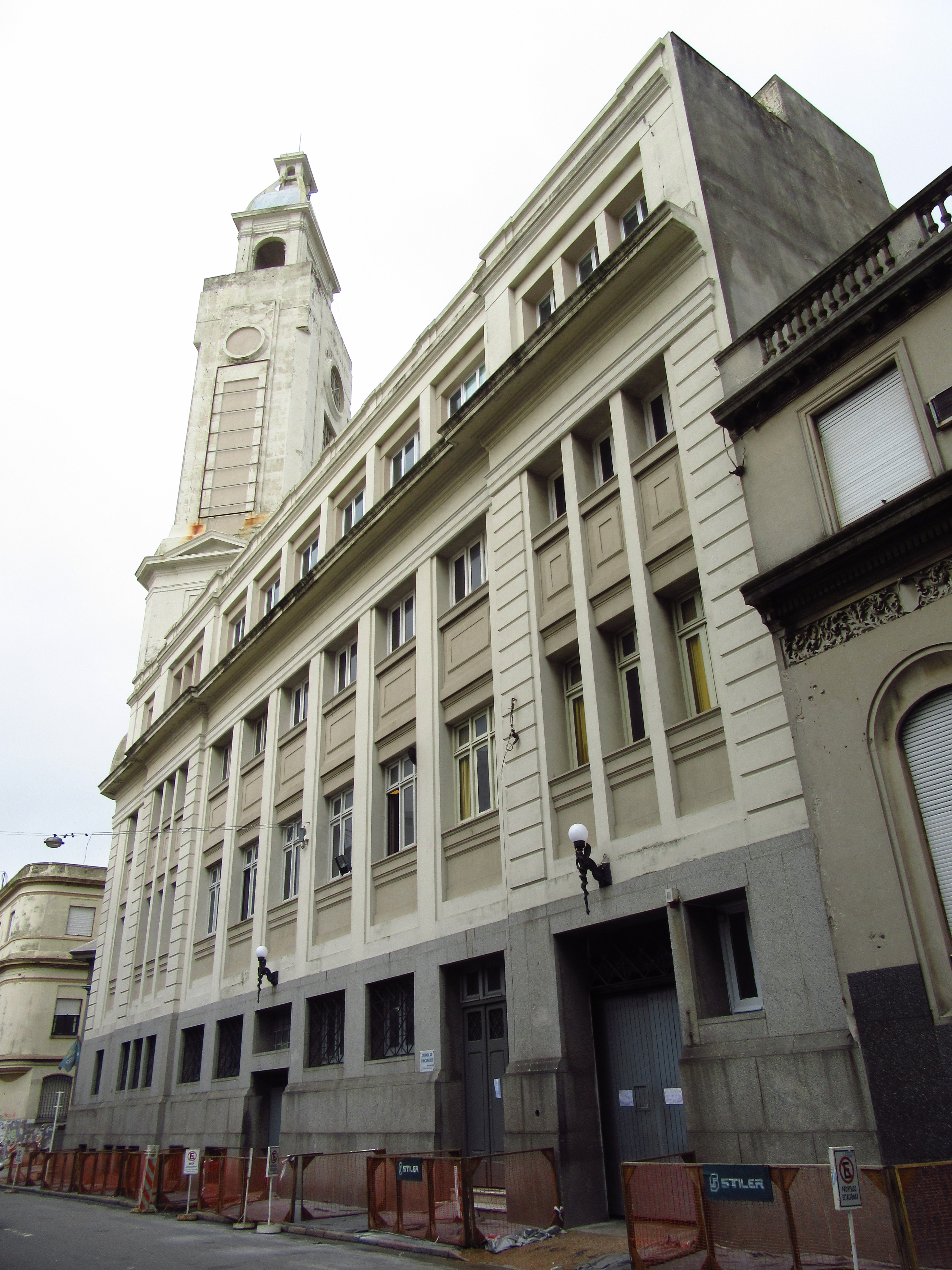
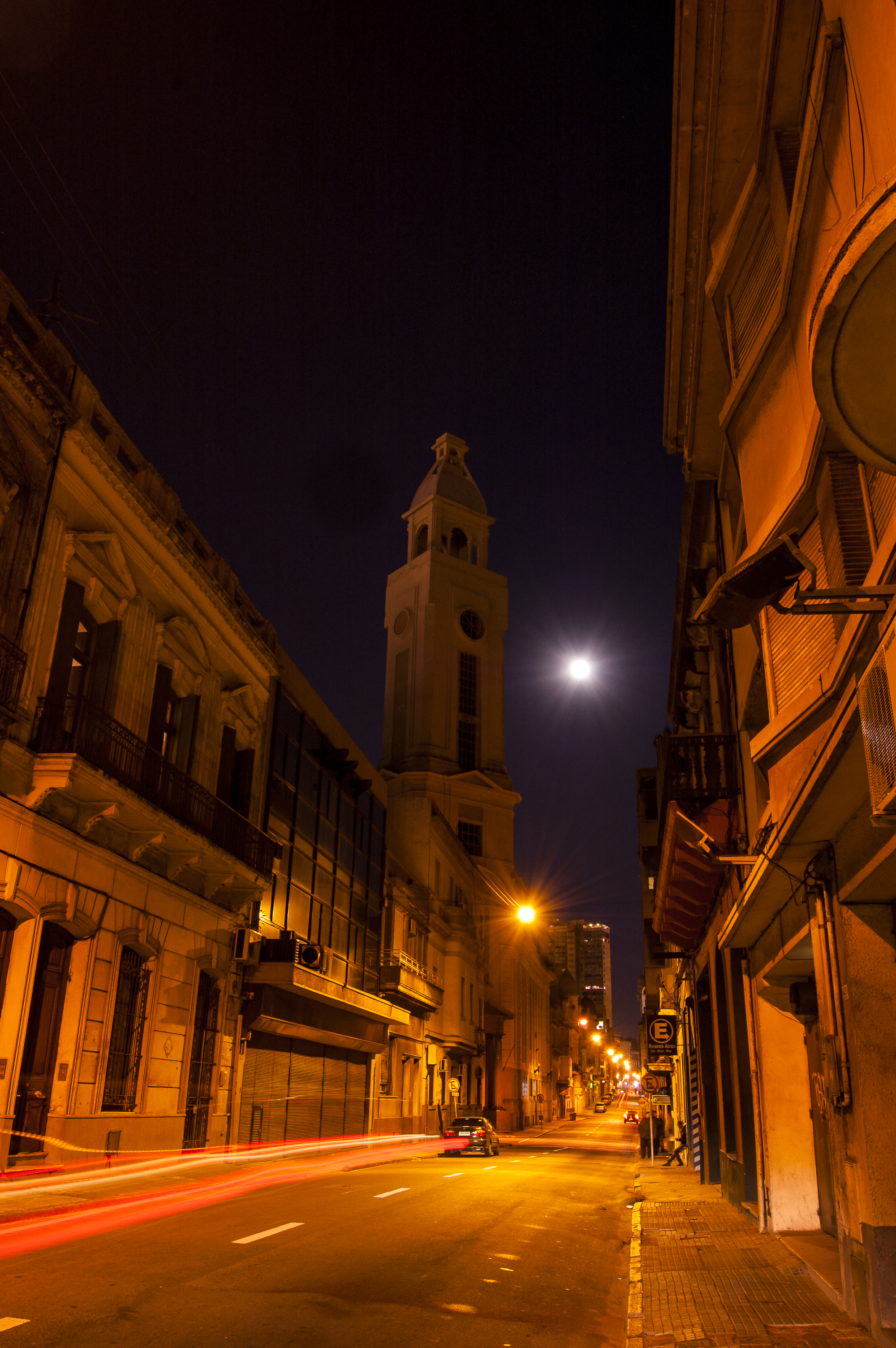

Construido en hormigón armado, el edificio integra mármoles procedentes del municipio italiano de Carrara, y suelos con diseños diferenciados por planta.

## Interior
En el amplio hall principal del edificio esta cubierto por una claraboya de grandes dimensiones, una obra de arquitectura que permite una nacional totalmente natural, sobre el centro de dicho hall se encuentra un monumento al prócer José Gervasio Artigas realizado por el escultor y funcionario del Correo, Carlos Martínez, escultura que fue entregada el 19 de junio de 1960 por los funcionarios de la entonces Dirección Nacional de Correos.
El salón de protocolo, originalmente oficina de la Presidencia de Correos, conserva su diseño original, revestimientos en roble y un imponente vitral donado por el Correo de Perú, representando a un chasqui en el sistema de entrega de mensajes prehispánico

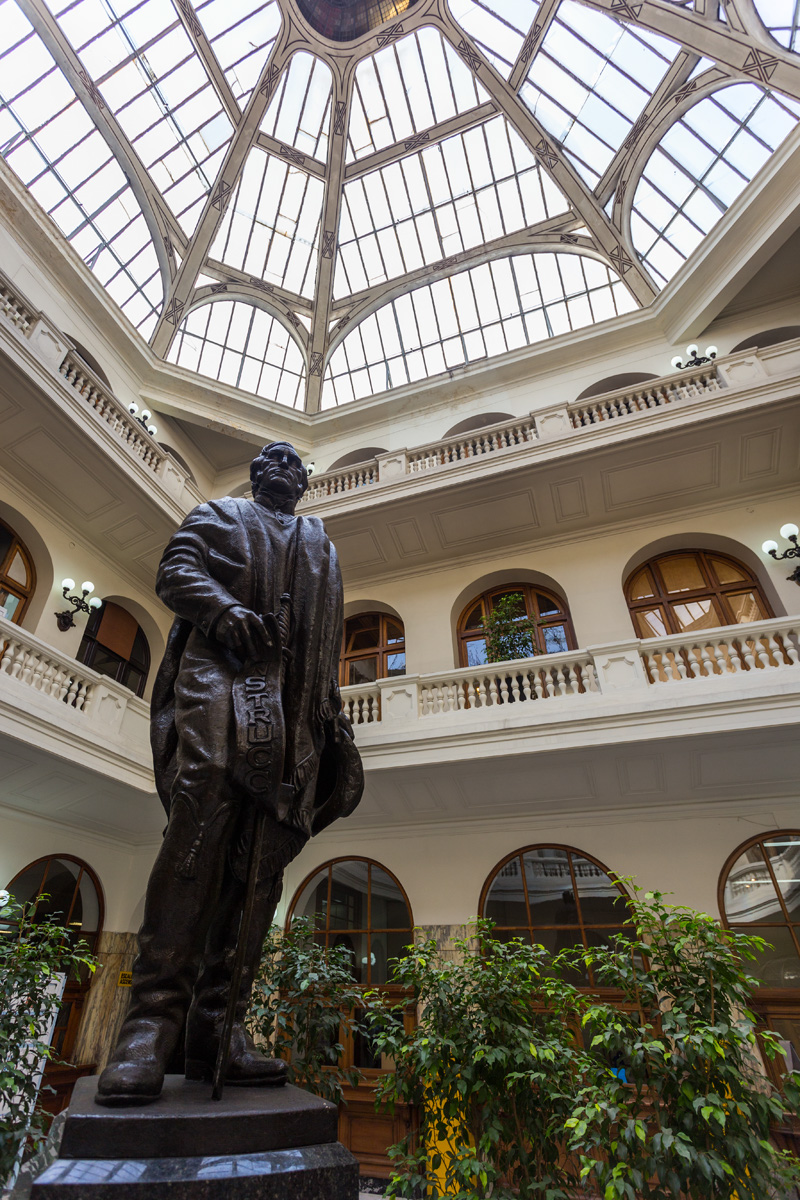
Hall central y monumento a José Artigas
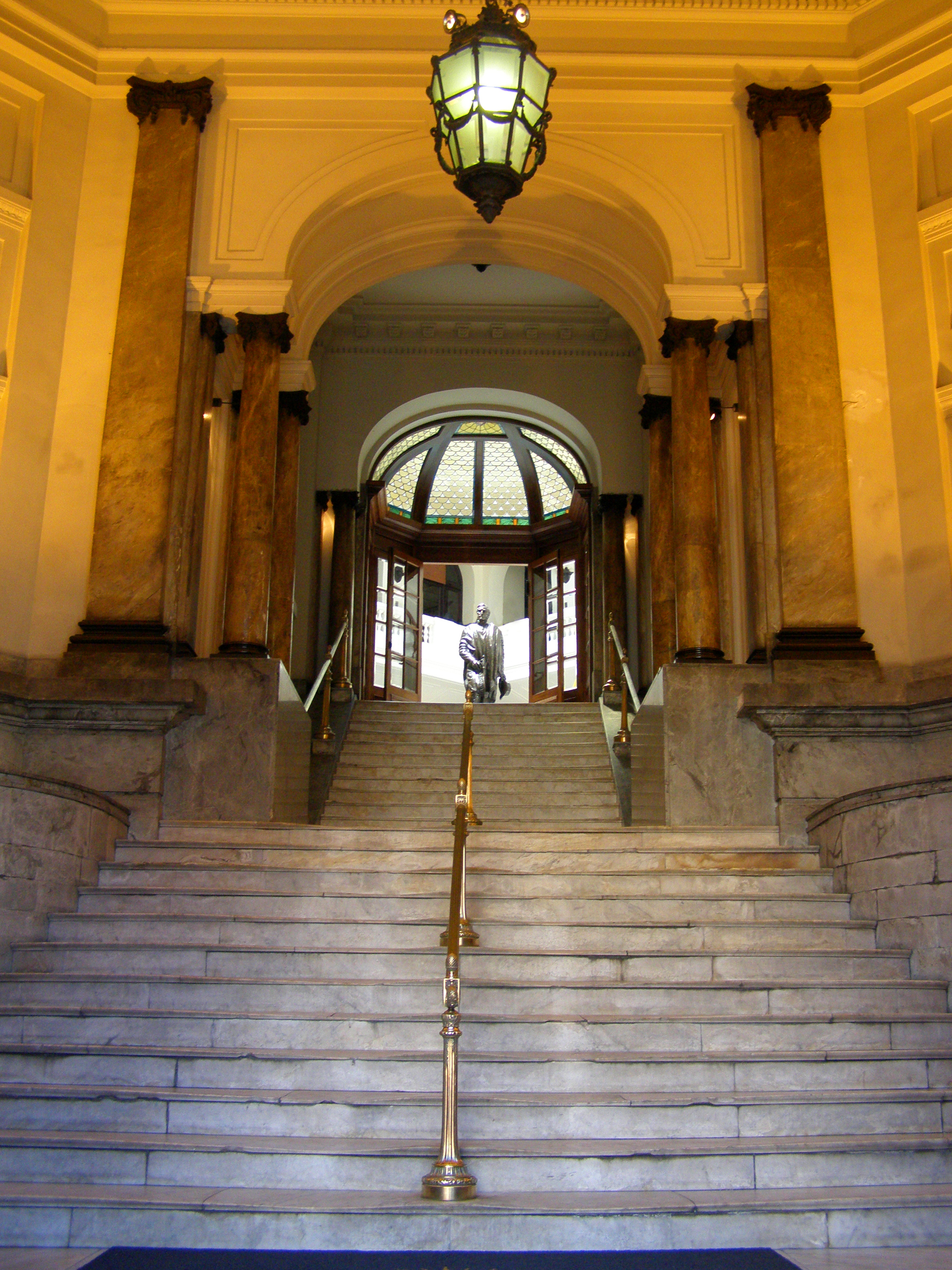
Escalinatas de acceso

## Esculturas
Desde el año 1931 y por iniciativa del entonces director de Correos, César Miranda, las escalinatas de acceso al edificio  están ornamentadas con distintas esculturas realizadas por artistas nacionales.

## Museo
Dentro de este edificio también funciona un Museo Postal, el cual cuenta con un amplio acervo sobre la historia del servicio postal y de filatelia en U ruguay.